# 韩庆玲
韩庆玲（1960年12月16日—），中国退役女子篮球运动员、教练，曾随中国国家队参加1988年夏季奥林匹克运动会女子篮球比赛，最终获得第六名。